# Chilicola muruimuinane
Chilicola muruimuinane is een vliesvleugelig insect uit de familie Colletidae. De wetenschappelijke naam van de soort is voor het eerst geldig gepubliceerd in 2007 door Smith-Pardo & Gonzalez.